# Fenyőfő
Fenyőfő là một thị trấn thuộc hạt Győr-Moson-Sopron, Hungary. Thị trấn này có diện tích 29,65 km², dân số năm 2010 là 116 người, mật độ 4 người/km².